# Marko Štucin
Marko Štucin, slovenski pravnik, diplomat in politik; * 28. maj 1980, Ljubljana.
Je aktualni državni sekretar na Ministrstvu za zunanje in evropske zadeve.

## Izobrazba
Štucin je diplomiral na Pravni fakulteti Univerze v Ljubljani, in sicer leta 2006 z nalogo Družbene vrednote v Pogodbi o Ustavi za Evropo. Kasneje je leta 2011 še magistriral iz mednarodnega prava, na temo skupne zunanje in varnostne politike Evropske unije.

## Kariera
Na Ministrstvu za zunanje zadeve je kot karierni diplomat zaposlen že od leta 2006. Na začetku je bil zaposlen v Sektorju za Evropsko unijo, tam je bil zadolžen za koordinacijo slovenskih stališč na zasedanjih Evropskega sveta. V času prvega slovenskega predsedovanja Svetu EU leta 2008 je bil nacionalni delegat v delovni skupini Sveta EU za sankcije.
Leta 2009 se je zaposlil na Veleposlaništvu RS v Berlinu, kjer je bil zadolžen za evropske teme. Tam je delal do leta 2013, tistega leta je postal svetovalec generalnega direktorja za bilateralo in EU zadeve na zunanjem ministrstvu. V tem času je bil med drugim član več meddržavnih delovnih skupin.
Med leti 2015 in 2022 je služboval kot namestnik veleposlanice na Veleposlaništvu RS v Haagu. Bil je tudi član Komisijo OPCW za zaupnost.

### Državni sekretar
1. junija 2022 ga je vlada Roberta Goloba imenovala na mesto državnega sekretarja na ministrstvu za zunanje zadeve, ki ga vodi Tanja Fajon. Tam je pristojen za evropske zadeve, mednarodno pravo in zaščito interesov.